# OpenNebula

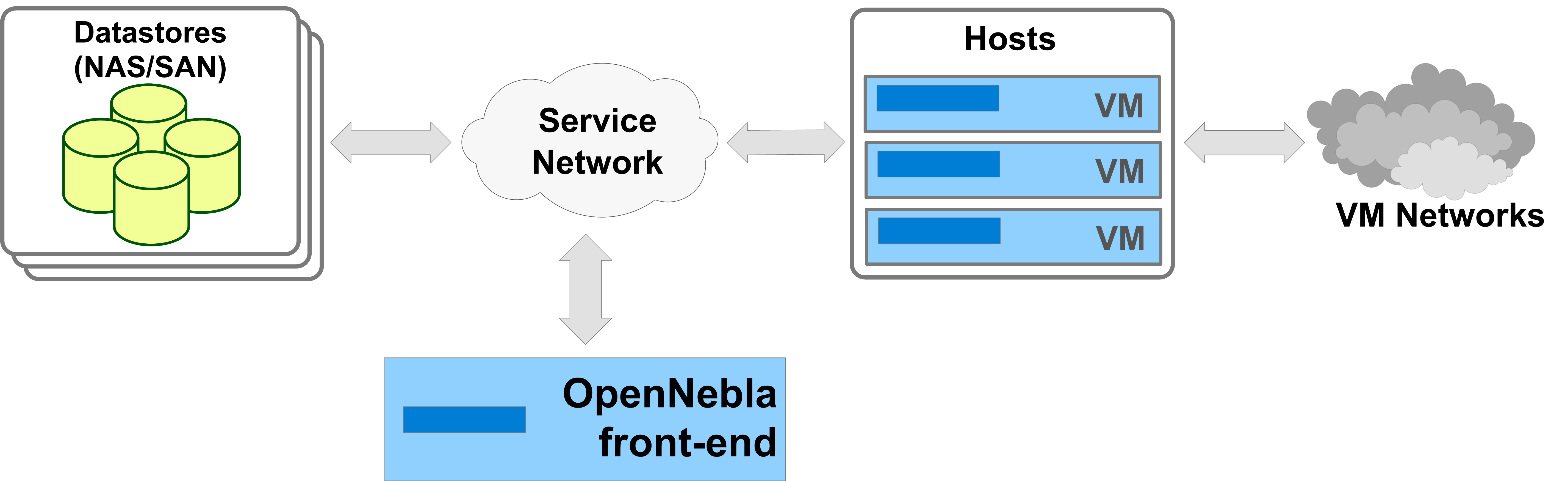
Aquesta imatge mostra el diagrama de l'arquitectura OpenNebula.

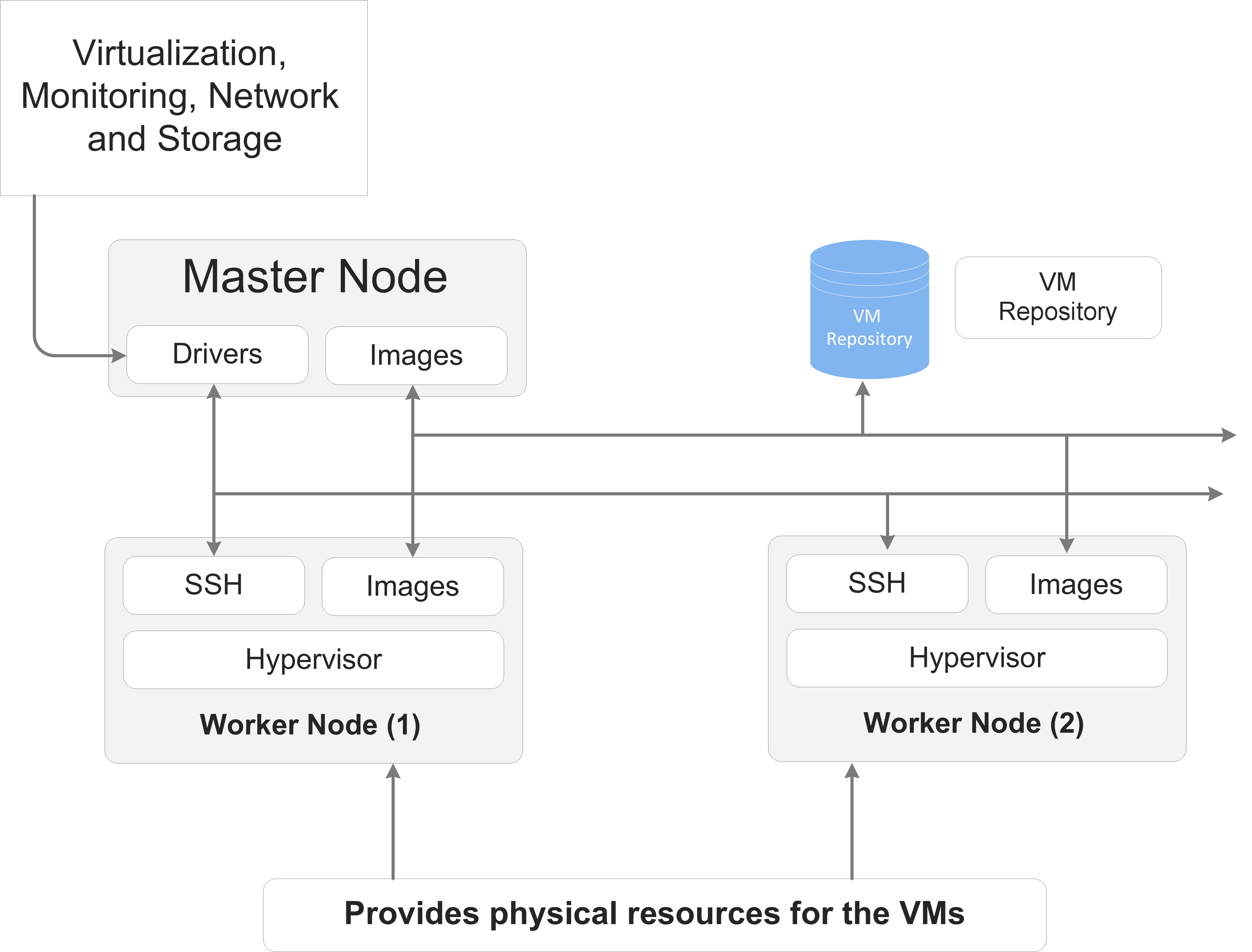
El diagrama s'assembla al model de desplegament d'OpenNebula

OpenNebula és una plataforma de computació en núvol de codi obert per gestionar recursos heterogenis de centres de dades, núvols públics i infraestructura informàtica de punta. OpenNebula gestiona la infraestructura virtual local i remota per crear implementacions privades, públiques o híbrides d'Infrastructure as a Service i desplegaments de Kubernetes multi-inquilí. Els dos usos principals de la plataforma OpenNebula són la virtualització del centre de dades i els desplegaments al núvol basats en l'hipervisor KVM, els contenidors del sistema LXD/LXC i les microVM AWS Firecracker. La plataforma també és capaç d'oferir la infraestructura de núvol necessària per operar un núvol a sobre de la infraestructura de VMware existent. A principis de juny de 2020, OpenNebula va anunciar el llançament d'una nova edició Enterprise per a usuaris corporatius, juntament amb una edició comunitària. OpenNebula CE és un programari gratuït i de codi obert, publicat sota la llicència Apache versió 2. L'OpenNebula CE inclou accés gratuït a les versions de pedaços que contenen correccions d'errors crítics, però sense accés a les versions regulars de manteniment d'EE. Les actualitzacions a la darrera versió menor/principal només estan disponibles per als usuaris de CE amb desplegaments no comercials o amb contribucions importants de codi obert a la comunitat OpenNebula. OpenNebula EE es distribueix sota una llicència de codi tancat i requereix una subscripció comercial.

## Història

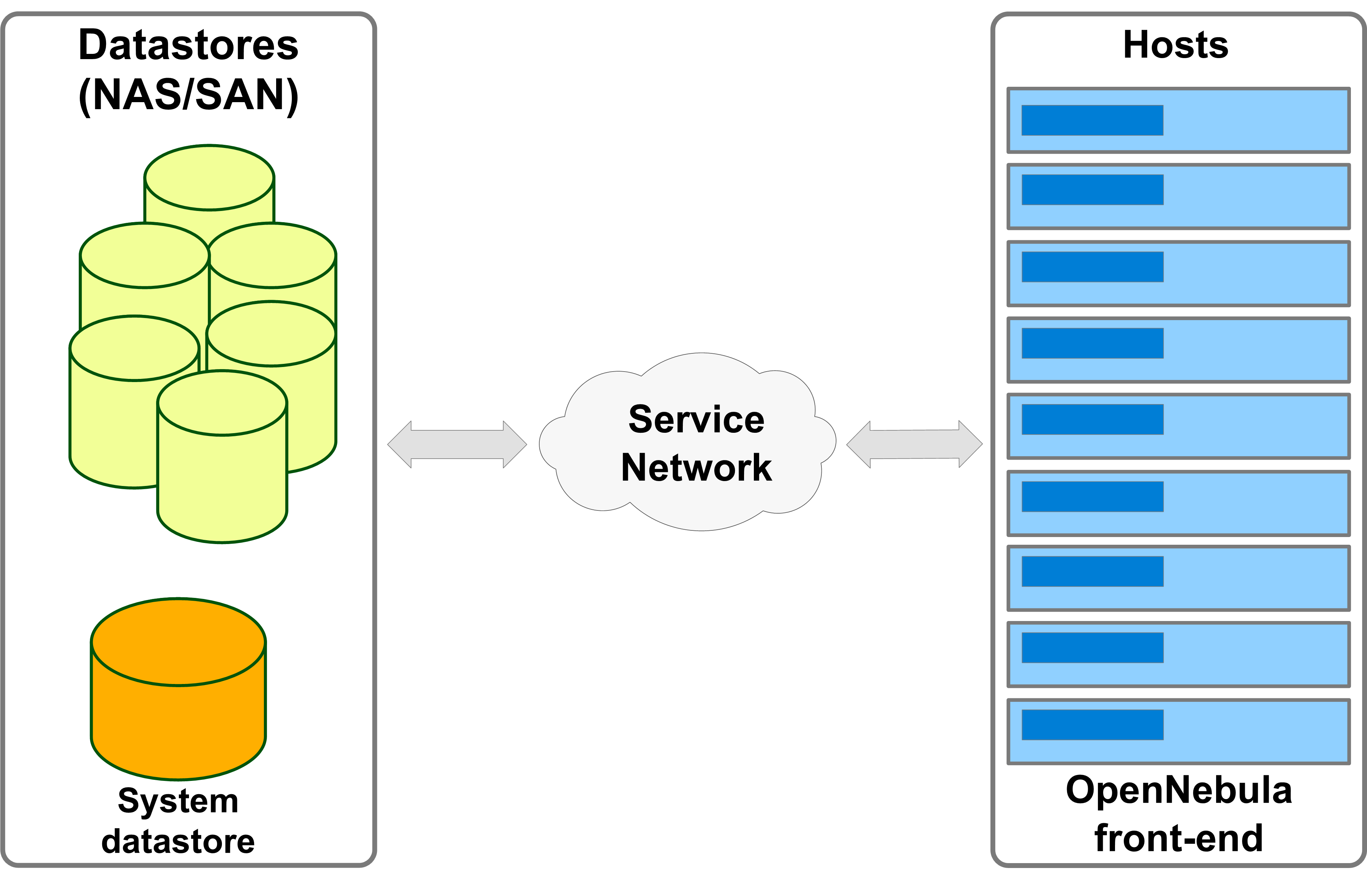
Aquest diagrama mostra com OpenNebula utilitza els magatzems de dades per emmagatzemar imatges de disc de VM.

El projecte OpenNebula es va iniciar com a empresa de recerca l'any 2005 per Ignacio M. Llorente i Ruben S. Montero. La primera versió pública del programari es va produir l'any 2008. Els objectius de la recerca eren crear solucions eficients per gestionar màquines virtuals en infraestructures distribuïdes. També era important que aquestes solucions tenia la capacitat d'escalar a nivells alts. Des de llavors, el desenvolupament de codi obert i una comunitat activa de desenvolupadors han ajudat a madurar el projecte. A mesura que el projecte va madurar, va començar a adoptar-se cada cop més i el març de 2010 els principals autors del projecte van fundar C12G Labs, ara coneguts com OpenNebula Systems, que ofereix serveis professionals de valor afegit a les empreses que adopten o utilitzen OpenNebula.
OpenNebula orquestra tecnologies d'emmagatzematge, xarxa, virtualització, monitoratge i seguretat per desplegar serveis de diversos nivells (per exemple, clústers informàtics) com a màquines virtuals en infraestructures distribuïdes, combinant recursos del centre de dades i recursos remots del núvol. segons les polítiques d'assignació. Segons l'informe de 2010 de la Comissió Europea"... només s'han iniciat pocs projectes de recerca dedicats al núvol en el sentit més ampli; el més destacat entre ells probablement OpenNebula...".
El conjunt d'eines inclou funcions d'integració, gestió, escalabilitat, seguretat i comptabilitat. També reclama estandardització, interoperabilitat i portabilitat, proporcionant als usuaris i administradors del núvol una selecció de diverses interfícies de núvol (Amazon EC2 Query, OGF Open Cloud Computing Interface i vCloud) i hipervisors (VMware vCenter, KVM, LXD/LXC i AWS Firecracker ). i pot acomodar múltiples combinacions de maquinari i programari en un centre de dades.
OpenNebula està patrocinat per OpenNebula Systems (abans C12G).

## Desenvolupament
OpenNebula segueix un cicle de llançament ràpid per millorar la satisfacció dels usuaris oferint ràpidament funcions i innovacions basades en els requisits i els comentaris dels usuaris. En altres paraules, oferir als clients el que volen més ràpidament, en increments més petits, alhora que augmenta la qualitat tècnica.
Les actualitzacions importants solen tenir lloc cada 3-5 anys i cada actualització generalment té entre 3 i 5 actualitzacions. El projecte OpenNebula és principalment de codi obert i és possible gràcies a la comunitat activa de desenvolupadors i traductors que donen suport al projecte. Des de la versió 5.12, els scripts d'actualització estan sota una llicència de codi tancat, la qual cosa fa que l'actualització entre versions sigui impossible sense una subscripció tret que pugueu demostrar que esteu operant un núvol sense ànim de lucre o que heu fet una contribució significativa al projecte.